# 장환항
장환항은 전라남도 장흥군 관산읍 고마리에 있는 어항이다. 1972년 3월 7일 지방어항으로 지정하여 관리하고 있다. 시설관리자는 장흥군수이다.

## 어항 시설
- 물양장 200m, 방파제 165m

## 어항 구역
본 항의 어항구역은 다음과 같다.
- 장흥군 관산읍 고마리 산43번지 암 돌출부에서 280m 떨어진 지점에서 북쪽으로 360m 떨어진 지점과 산35번지 암 돌출부에서 북쪽으로 572m 떨어진 지점과 서로 직각으로 만나는 선내의 수역 수역 (327,860m2)

## 정비 계획
2006년 7월 13일 고시된 장환항 정비계획(개략공사비 32억원)은 다음과 같다.
- 북방파제 105m, 남방파제 130m, 물양장 150m, 호안정비 116m, 배후지조성 4,000m2

## 주요 어종
- 갯장어, 낙지, 농어